# Красногорський (смт)
Красного́рський (рос. Красногорский, марій. Лушмара) — селище міського типу у складі Звениговського району Марій Ел, Росія. Адміністративний центр Красногорського міського поселення.

## Населення
Населення — 6699 осіб (2010; 7152 у 2002).